# Église Saint-Martin de Grugies
L'église Saint-Martin de Grugies est une église située à Grugies, en France.

## Localisation
L'église est située sur la commune de Grugies, dans le département de l'Aisne.